# تانيسهثا شاترجي
تانيسهثا شاترجي هي ممثلة هندية، ولدت في 23 نوفمبر 1980 ببونه في الهند.

## أعمال

### أفلام
- (2012) آنا كارينينا[4][5]
- (2016) ليون[6]

## وصلات خارجية
- تانيسهثا شاترجي على موقع IMDb (الإنجليزية)
- تانيسهثا شاترجي على موقع قاعدة بيانات الأفلام العربية
- تانيسهثا شاترجي على موقع ألو سيني (الفرنسية)
- تانيسهثا شاترجي على موقع أول موفي (الإنجليزية)
- تانيسهثا شاترجي على موقع قاعدة بيانات الأفلام السويدية (السويدية)
- تانيسهثا شاترجي على موقع قاعدة بيانات الفيلم (الإنجليزية)
- تانيسهثا شاترجي على موقع كينوبويسك (الروسية)